# James Young (basquetebolista)
James Young (Flint, 16 de agosto de 1995) é um jogador norte-americano de basquete profissional que atualmente joga pelo Boston Celtics, disputando a National Basketball Association (NBA). Foi draftado em 2014 na primeira rodada pelo  Boston Celtics.